# Башкарка (село)
Башкарка — село в Пригородном районе Свердловской области России. Входит в муниципальный округ Горноуральский, является центром Башкарской территориальной администрации.
Ранее было центром Башкарского сельсовета Пригородного района.

## География
Село Башкарка расположено к востоку от Уральских гор, в 76 километрах к северу от Екатеринбурга и в 67 километрах к востоко-юго-востоку от города Нижнего Тагила, по обоим берегам реки Башкарки, левого притока реки Ямбарки (приток Нейвы). В окрестности села имеется небольшой пруд. Вблизи Башкарки проходит шоссе местного значения Николо-Павловское — Петрокаменское — Алапаевск. Климатические условия местности благоприятны для здоровья; почва чернозёмная и местами глинистая.

## История
Село основано в первой половине XVIII века. Оно получило своё название от первого обитателя этого места — башкира. Население занималось земледелием и животноводством. Всего было 

1211 душ мужского пола, из них 335 душ раскольников — австрийцев и беспоповцев. Жители по большей части занимаются хлебопашеством, некоторые работают на заводах, летом перевозят железо, зимой — дрова и уголь. В селе Башкарском существует башкарская земская народная школа.
Известно что 

Башкарская волость государственных крестьян уже существовала в 1850 г. и в составе её числились сёла Краснопольское и Мурзинское, деревни Бродовая и Кайгородка.
К 1910 году в селе было 4 торговых лавки, 2 пивных и одна винная (государственная). Дважды в год происходили ярмарки: 18 января и 22 июня.
Кроме православных, в селе были и старообрядцы. Многие из них оставили след в небогатой истории села, например: в селе была жива память об австрийском священнике Леонтии Шестакове. Благодаря ему были введены сельскохозяйственные орудия и машины, ему принадлежит огромный вклад в развитие кустарных промыслов, преимущественно среди старообрядчества.
В 1898 г. было построено помещение Башкарского Волостного правления, позднее пререформированного в волисполком, в 1925 году в этом здании была открыта школа крестьянской молодёжи.
В начале 1900 годов в селе было открыто начальное земское училище. Осенью 1907 года в здании училища была открыта первая народная библиотека имени Павленкова. В 1942—1945 гг. здание было приспособлено под спичечную фабрику, после Великой Отечественной войны фабрика была закрыта, в здании разместился клуб.
В 1906 году было построено здание Башкарской больницы.

## Иоанно-Предтеченская церковь
Первый храм в селе был деревянный, однопрестольный во имя Рождества Иоанна Предтечи. Он был построен в 1879 году с благословения преосвященного Вассиана, епископа Пермского и Верхотурского на средства прихожан деревень, вошедших в состав этого прихода. 29 апреля 1888 году во время большого пожара в селе, когда выгорело почти всё село, храм сгорел. В 1890 году был заложен каменный однопрестольный Иоанно-Предтеченский храм; строился он на средства прихожан при пособии от епархиального начальства и земства губернского и уездного. В 1893 году храм был окончен и освящён с благословения преосвященного Афанасия, епископа Екатеринбургского и Ирбитского.
В 1928 году церковь была закрыта, в здании размещался склад. В настоящее время храм восстанавливается.

## Инфраструктура
В селе есть дом культуры с библиотекой, школа, лесничество, окружная больница, станция скорой медицинской помощи, опорный пункт полиции, отделения «Почты России» и Сбербанка.
Осуществляется регулярное автобусное сообщение с Нижним Тагилом.

### Промышленность
Предприятия: ТОО «Башкарское» (ныне банкрот); ЗАО «Инвестстрой-Екб» (лесозаготовки).

## Фотогалерея

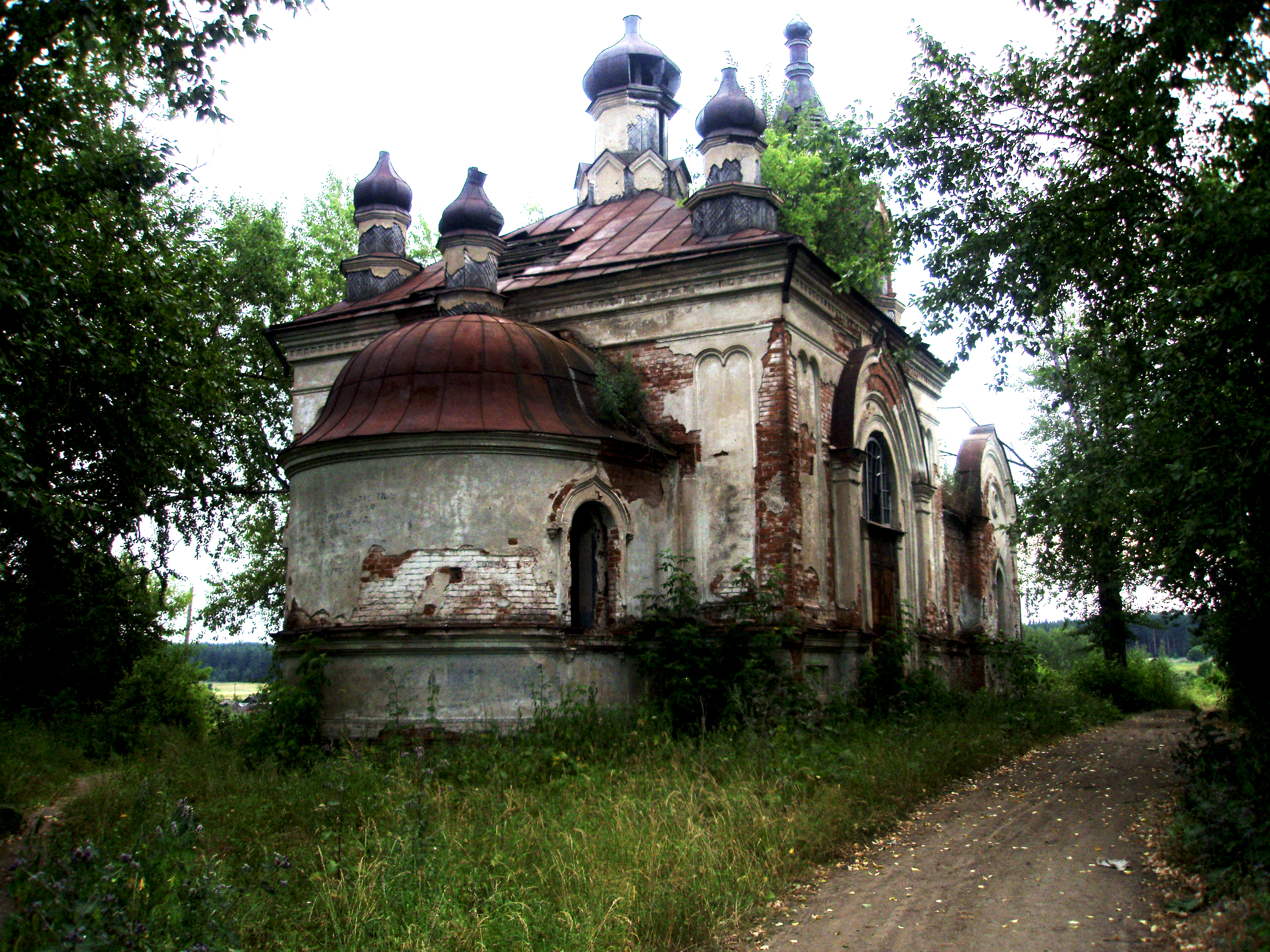
Храм Рождества Иоанна Предтечи
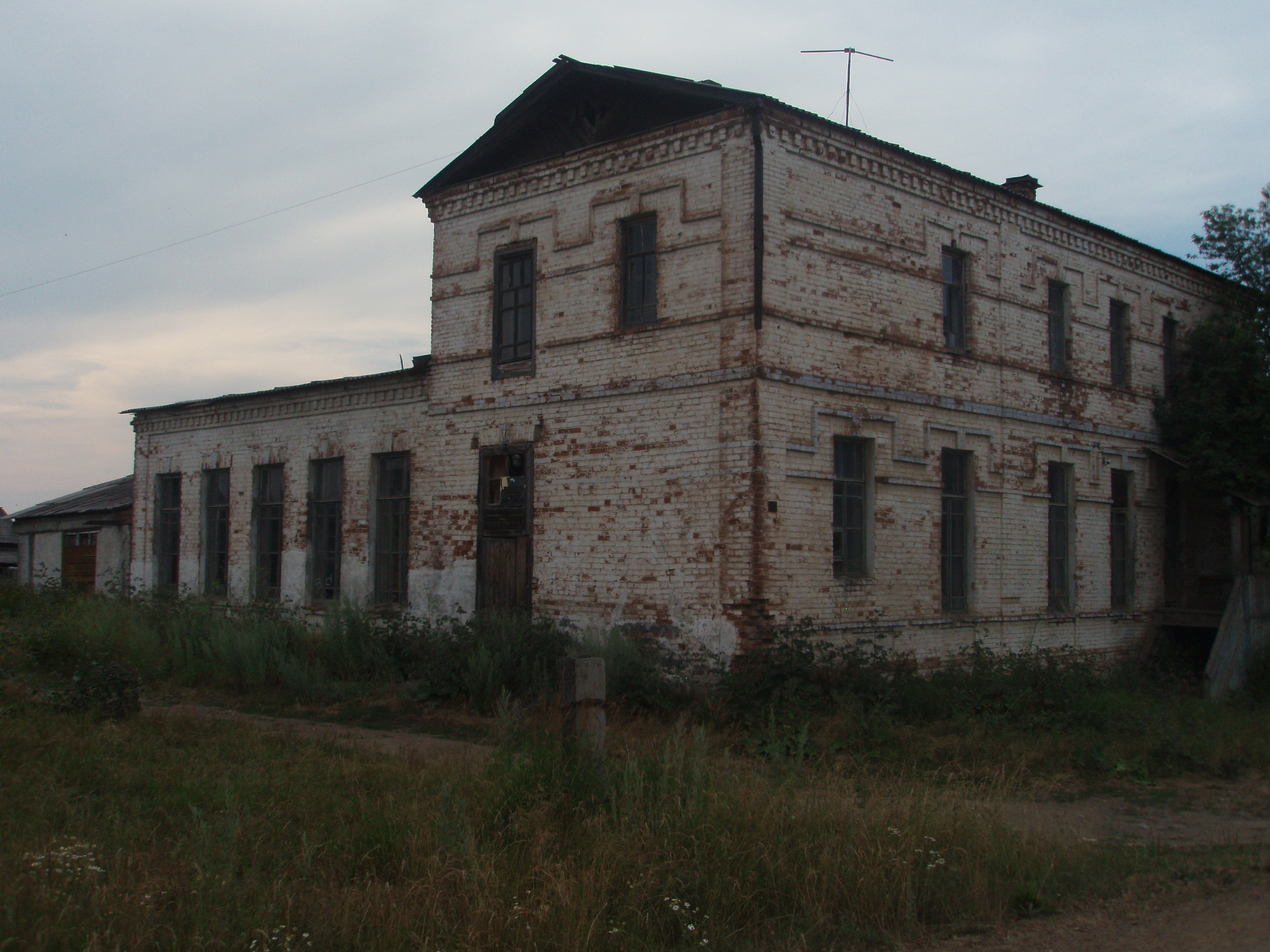
Здание, в котором располагался клуб
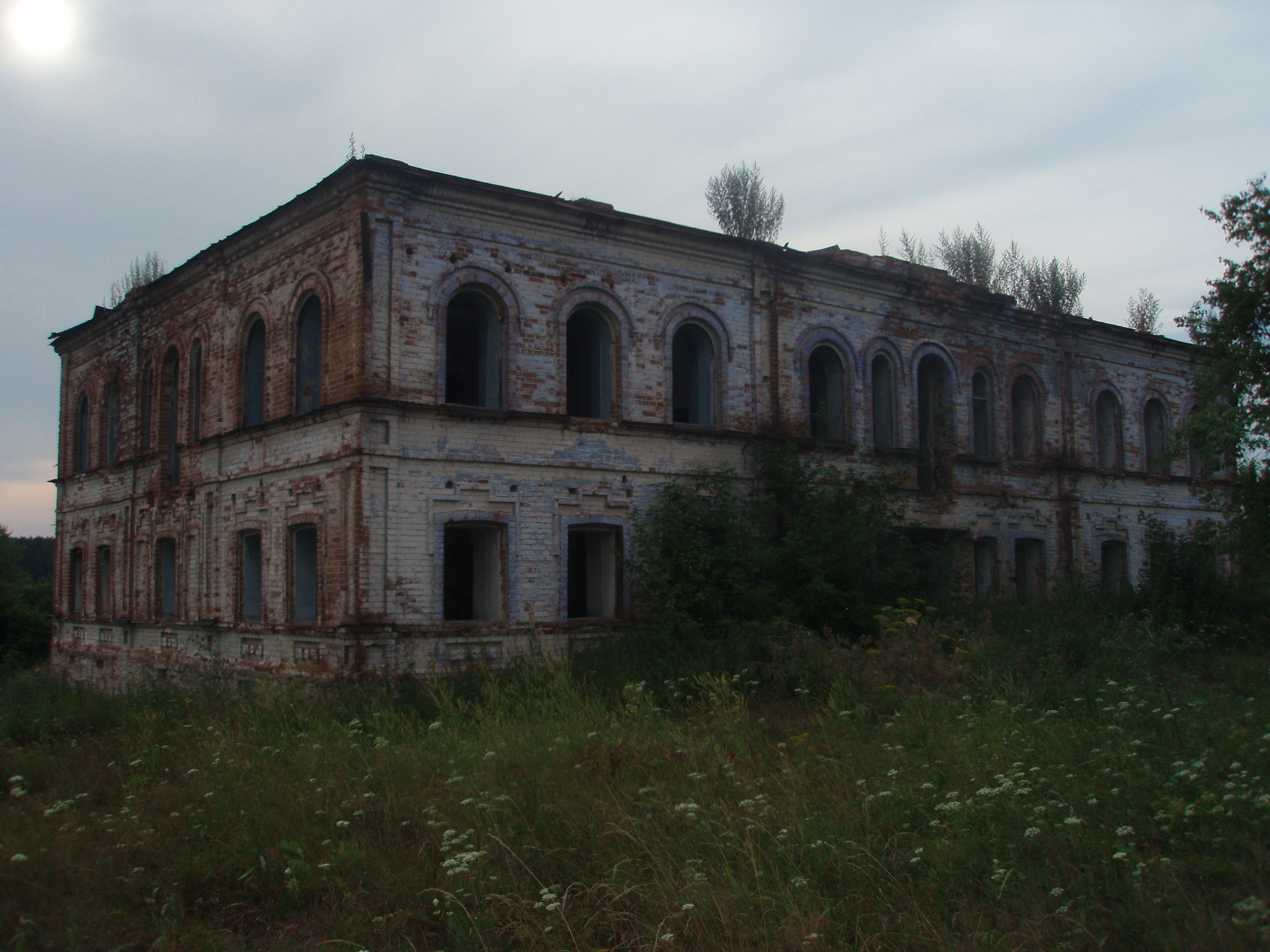
Здание бывшей школы крестьянской молодёжи

## Население
| 2002 | 2010 | 2021 |
| ---- | ---- | ---- |
| 643  | ↘568 | ↘440 |